# Philotheria circe
Philotheria circe är en insektsart som beskrevs av Rauno E. Linnavuori 1973. Philotheria circe ingår i släktet Philotheria och familjen Dictyopharidae. Inga underarter finns listade i Catalogue of Life.